# Un cavallo per la strega (miniserie televisiva)
Un cavallo per la strega (The Pale Horse) è una miniserie televisiva britannica del 2020, scritta da Sarah Phelps, diretta da Leonora Lonsdale e basata sull'omonimo romanzo di Agatha Christie.
Il cast include Rufus Sewell e Kaya Scodelario.
Le due puntate della miniserie sono state trasmesse su BBC One dal 9 al 16 febbraio 2020.
In Italia l'intera miniserie è andata in onda il 13 ottobre 2020 su Sky Cinema Collection.

## Puntate
| n° | Titolo originale | Prima TV UK      | Prima TV Italia |
| -- | ---------------- | ---------------- | --------------- |
| 1  | Episode 1        | 9 febbraio 2020  | 13 ottobre 2020 |
| 2  | Episode 2        | 16 febbraio 2020 | 13 ottobre 2020 |

## Riprese
Le riprese sono avvenute a Bristol. L'auto guidata dal personaggio di Rufus Sewell è una Lagonda 3-Litre drophead coupé.